# Biblioteca Louis Notari
La Biblioteca Louis Notari (en francés: Bibliothèque Louis Notari) es una biblioteca en Mónaco creada en 1909. Recibe este nombre en honor del escritor monegasco Louis Notari.
Cumple la función de biblioteca nacional y del depósito legal de Mónaco desde 1925. Cuenta con más de 450 000 materiales, entre libros, revistas, publicaciones audiovisuales, etc. Posee una colección de libros de artistas, manuscritos, un fondo de materiales regionales monegascos y provenzales, archivos privados, etc.